# Marcellin Fillère
Marcellin Fillère, né le 6 janvier 1900 à Vernassal, dans la Haute-Loire, et mort le 10 août 1949 à Capbreton, dans les Landes, est un prêtre mariste français impliqué dans les mouvements de jeunesse catholiques. Il est le fondateur du bimensuel catholique L'Homme nouveau.

## Biographie
Membre dès 1918 de « la Société de Marie », il est ordonné prêtre en 1924.
Docteur en théologie, il enseigne la psychologie à l'Institut catholique de Paris comme assistant puis comme successeur du P. Émile Peillaube (il est nommé professeur titulaire en 1930) ,,.

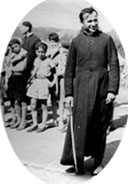
fondateur de la Cité des Jeunes

Il se tourne également vers la jeunesse des nombreux patronages de l'époque, liés aux paroisses populaires de Paris et de la banlieue Est. C'est ainsi qu'il fonde la Cité des Jeunes à la colonie de vacances de l'association Ozanam à Jouy-sur-Morin en 1928. Sa pédagogie s’appuie sur le plan spirituel sur la notion de « corps mystique » (saint Paul) et sur « les deux Cités » de saint Augustin. Les colonies d’été rassemblant plusieurs centaines de jeunes sont organisées comme de vrais villages avec poste et monnaie, des « ministères » etc. Il s’agit « d’expérimenter » pendant 45 jours ce que pourrait être la « Cité de Dieu », avec comme unique loi la « loi de charité ». En dix ans, la colonie passe d'une quarantaine de garçons à plus de 700. Maxime Charles qui emmène une vingtaine de ses jeunes à Jouy-sur-Morin en 1936 est séduit par cette pédagogie communautaire de la Cité des jeunes et cherchera à s'en inspirer à Malakoff
.

Alors même que se vit la naissance des mouvements d’action catholique spécialisée (JOC, JAC, JIC...), le R.P. Fillère a l’intuition que, pour être crédibles, il faut que les chrétiens dépassent ces barrières sociales. Il s'oppose donc à la spécialisation par « milieux » de l'Action catholique et prône une unité d'action. Le 17 juillet 1934, au 54e congrès national de l’Union des œuvres ouvrières catholiques à Rennes), son intervention intitulée « Le Patronage d'écoliers, première école d'Action catholique » est remarquée, mais fortement critiquée par ses « adversaires » jocistes le P. Georges Guérin, Fernand Bouxom, le P. Henri Lalande, l'abbé Raymond Zoète
.
Malgré les efforts de Jean Pihan pour faire converger leurs vues, Marcellin Fillère et Gaston Courtois ne réussissent pas à s'accorder en 1935, leurs visions incarnées respectivement par la Cité des Jeunes et par les « Cœurs vaillants »  semblant irréconciliables.
À l'Institut catholique de Paris, le P. Fillère, qui est professeur de psychologie, regrette l'intransigeance et la critique exclusivement négative de Maritain vis-à-vis de Henri Bergson,. Il ne pense pas devoir considérer comme mauvaise toute l'œuvre de Bergson. Il le dit en cours. Il est « signalé » à Rome. Mgr Baudrillart, recteur de la Catho, prend sa défense dans une lettre au nonce apostolique, Mgr Maglione,.
En novembre 1935, avec l’abbé Richard, il crée à Paris l'association Pour l’Unité, avec les encouragements du cardinal Verdier : « On sait que "Pour l'Unité" travaille d'une manière énergique et hardie à réveiller le sentiment de la communauté des chrétiens, la conscience de notre unité supérieure dans le Christ et dans l'Église, moyen efficace d'arracher les âmes à l'emprise des doctrines totalitaires, matérialistes et néo-païennes. »
Pendant la Seconde Guerre mondiale, le P. Fillère est l'un des organisateurs de la diffusion clandestine des émissions de Radio-Vatican depuis Toulon,.
Après guerre, il a le soutien de Mgr Roncalli, nonce apostolique à Paris à partir de 1944,.
Mais lorsqu'il conclut, le 3 décembre 1944 à Paris, le grand meeting de rentrée des étudiants de la Fédération française des étudiants catholiques et fait apparaître son manque d’enthousiasme dans l’espoir illusoire du « Politique d’abord » de la Libération, il est vigoureusement attaqué par François Mauriac,.
En 1945, malgré la pénurie de papier, il lance les journaux Nous chrétiens puis L’Humanité  Nouvelle. En 1946, il fonde avec l’abbé Richard et sous la forme d’une coopérative ouvrière de production, un bimensuel : L’Homme Nouveau, toujours publié aujourd’hui (une nouvelle orientation lui fut donnée par Marcel Clément à partir de 1962).[réf. nécessaire]
Il meurt accidentellement à 49 ans d'une noyade, le 10 août 1949, au cours d’un camp-mission de la « Cité des jeunes », à Capbreton (Landes).[réf. nécessaire]

## Œuvres
- Le Patronage d'écoliers, première école d'Action catholique, rapport au 54e Congrès de l'UOOC, 1934.
- Propagande pour l’Unité
- Fidélité à l’Église, 1944
- Mystique d'Unité et apostolat moderne, Éditions de la Propagande pour l'Unité, 1945, 118 p.
- Le Parti communiste démasqué: doctrine, stratégie, tactique, Éditions de L'homme nouveau, 1949, 112 p.
- Méditation pour notre temps, brochure, Marana Tha, 107 p.
- Mouvement de la Propagande pour l'Unité du vivant du Père Fillère, brochure, Marana Tha, 207 p.
- La Cité des Jeunes du vivant du Père Fillère, brochure, Marana Tha, 30 p.